# Joseph Stany Gauthier
 (mars 2021).
Joseph Stany Gauthier, pseudonyme de Joseph Stanislas Gauthier, né le 30 avril 1883 à Carcassonne (Aude) et mort le 4 juin 1969 à Nantes (Loire-Atlantique) est un peintre, architecte-décorateur, enseignant et conservateur de musée français.

## Biographie
Fils de Louis Joseph Marie Gauthier, négociant, et de Joséphine Anaïs Rouquette, son épouse, Joseph Stanislas Gauthier passe sa jeunesse à Carcassonne. Ses parents s'installent à Montpellier pour y ouvrir un atelier et magasin de haute couture. Il entre à l'École des beaux-arts de Montpellier et remporte une modeste bourse de voyage en 1904 qui le mène à Paris. Il y visite tous les monuments et musées, dont il tira un ouvrage en 1911. En 1905, il intègre l'École des beaux-arts de Paris. Il est engagé volontaire au service militaire en 1903.
Le 17 juin 1907, il épouse Marie-Raymonde Brézet à Montpellier et s'installe dans cette ville comme architecte-décorateur, diplômé d'État. Il est nommé le 1er septembre 1908 à l'École des beaux-arts de Nantes pour enseigner le modelage, la composition décorative, le dessin géométrique, l'histoire de l'art et les mathématiques. Il se met à peindre la Bretagne : Douarnenez, retour des pêcheurs, Barques sous voiles, au port de Douarnenez, Gabarre sur la Loire, Notre-Dame de la Joie à Saint-Guénolé. Il prend le pseudonyme de Joseph Stany Gauthier vers 1930. 
Mobilisé lors de la Première Guerre mondiale sur le front de l'est, où il est blessé en 1915. Il est alors détaché le 30 août 1915 à l'inspection des forges. Il a réalisé des dessins dans les tranchées.
En 1919, il entre au Comité régional des arts appliqués afin de prendre en charge la direction du projet du musée des arts décoratifs à Paris et il devient conservateur du château des ducs de Bretagne à Nantes en 1935, poste qu'il conservera jusqu'en 1969. Dans cette même ville, il crée également le musée des Arts décoratifs et d'Art populaire régional (Pays Nantais, Bretagne-Vendée) en 1922 sur  son initiative en tant que secrétaire général du Comité régional des arts appliqués de Nantes, et qui fut inauguré le 30 mai 1924. Ce fut le premier musée d'Art populaire en France. En 1923, il aida les frères Louis et Maurice Amieux pour la création du musée des Salorges, consacré à la marine nantaise et aux vieux métiers du pays nantais, offert à la Ville de Nantes en 1934. Celui-ci est détruit sous les bombardements des Alliés américains les 16 et 23 septembre 1943 ; les collections subsistantes sont transférées en 1954 au château des ducs de Bretagne. En 1927, il crée le musée de Nantes par l'image, situé porte Saint-Pierre — transféré au musée des Arts décoratifs et d'Art populaire régional —, et le musée d'Art religieux en 1933, situé dans les bâtiments de la Psallette. 
Il est nommé conservateur des antiquités et objets d'art de Loire-Atlantique, près de la commission départementale des sites. Membre correspondant de la commission des monuments historiques, il cesse de donner des cours à l'École ces beaux-arts de Nantes en 1945. En 1958, il fait partie du comité de défense du pont transbordeur et est secrétaire général du syndicat d'initiative de Nantes jusqu'en 1965.
En 1960, il est l'organisateur avec le peintre Michel Noury d'une manifestation devant la statue de la duchesse Anne, au bout du cours Saint-Pierre, pour rappeler l'appartenance de Nantes à la Bretagne historique et non à celle décidée sous l'occupation par le gouvernement de Vichy.
Il est respectivement de 1951 à 1969, grand-sénéchal, gardien des clés, maître du logis, après avoir été un des huit membres fondateurs de la confrérie vineuse des Bretvins le 20 mai 1948 au château des ducs de Bretagne. Il en dessine les costumes, ainsi que le blason de l'ordre. En 1957, il subit une grave opération. En décembre 1968, un accident de voiture le laisse amoindri.
Il meurt accidentellement le 4 juin 1969.

## Œuvres

### Publications
- 1911 : Traité de composition décorative.
- 1911 : Graphique d'histoire de l'art.
- 1923 : Petit précis d'histoire de l'ornement, l'antiquité, les arts orientaux, Éditions Plon.
- 1928 : Pour comprendre les styles français.
- 1929 : Manoirs et gentilhommières du Maine et du Vendômois, Éditions Massin.
- 1929 : La Bretagne, sites arts et coutumes.
- 1930 : Décoration et ameublement. Directoire et Empire.
- 1930 : Faïences et poteries rustiques.
- 1933 : Connaissance des styles dans le mobilier.
- 1934 : Chalet alpestre, Éditions Massin.
- 1937 : Vieilles maisons du terroir,  Éditions Plon.
- 1939 : L'Art en Bretagne. Le château des ducs de Bretagne et le musée des arts décoratifs, Fontenay-le-Comte.
- 1939 : L'Allée couverte ruinée de la Joselière au Clion.
- 1940 : La  Pierre de Méniscoul.
- 1944 : Croix et calvaires de Bretagne, 140 dessins et photographies. Éditions Plon.
- 1944 : Les maisons paysannes des vieilles provinces françaises, Éditions Massin, réédition 1951.
- 1947 : La connaissance des styles dans le mobilier, avec les marques et estampilles des principaux ébénistes, Éditions Ch. Moreau.
- 1947 : Nantes.
- 1948 : « L'habitat rural du cap Sizun », in: Artisans et paysans de France, Éditions Leroux.
- 1950 : Les calvaires bretons, 84 documents photographiques, Éditions Arthaud.
- 1952 : La connaissance des meubles régionaux français, Éditions Ch. Moreau.
- 1953 : Les saints bretons protecteurs des animaux et du bétail.
- 1957 : Petite encyclopédie de l'art breton.
- 1958 : Petits châteaux et manoirs de France.
- 1960 : Meubles et ensembles bretons, Éditions Ch. Massin.
- 1960 : Le Mobilier des vieilles provinces de France.
- 1961 : La maison bretonne, Éditions Le Doaré.
- 1964 : Cathédrales de France, Éditions Ch. Massin.
- 1965 : Le château des ducs de Bretagne et ses musées, art populaire breton, arts décoratifs, Salorges-marine.
- non daté : Le moulin Trébuchet, avec Pierre Joël.

### Articles de presse
- « Le folklore de la Loire-Inférieure », Bulletin de la vie artistique nantaise, 1er trimestre 1941.
- « Les maisons rurales de la Loire-Inférieure », Bulletin archéologique de l'Association bretonne, tome 49, 1950, pp. 49-61.
- Série d'articles sur l'art breton, les costumes du pays Nantais, les coiffes et le folklore de la Loire-Inférieure dans la revue du syndicat d'initiative de Nantes[réf. incomplète], 1951-1958, nos 13, 16, 19, 20 à 25, 27 à 30.
- « Deux anecdotes vécues au château de Nantes », Cahiers de l'Académie de Bretagne, 1965, pp. 75-78.

### Peinture
- Nantes, musée des Beaux-Arts.

## Expositions
- 1963 : rétrospective Joseph Stany Gauthier, cinquante ans de peinture[Où ?].

## Élèves
- François Caujan (1902-1945), céramiste, avant 1920.

## Distinctions
- Chevalier de la Légion d'honneur en 1939.
- Chevalier des Palmes académiques.
- Commandeur de l'ordre national du Mérite.